# Tony Hale
Anthony Hale (* 30. září 1970, West Point, New York, Spojené státy americké) je americký herec a komik. Proslavil se díky seriálu stanice Fox Arrested Development (2003–2019) a seriálu stanice HBO Viceprezident(ka) (2012–2019). V roce 2013 a 2015 získal za svůj výkon cenu Emmy v kategorii nejlepší mužský herecký výkon ve vedlejší roli v seriálové komedii.
Mimo jiné si zahrál ve filmech Náměsíčný (2010), Drsňačky (2013), Alvin a Chipmunkové: Čiperná jízda (2015) a svůj hlas propůjčil do filmů The Tale of Despereaux (2008), Angry Birds ve filmu (2016), Angry Birds ve filmu 2 (2019) Toy Story 4: Příběh hraček (2019).